# Schots voetbalkampioenschap 1930/31
1930-31 was het 41ste seizoen in de Schotse voetbalcompetitie. De Rangers werden kampioen.

## Scottish League Division One
| Plaats | Team                | Wed | W  | G  | V  | DV  | DT  | DS  | Pts |
| ------ | ------------------- | --- | -- | -- | -- | --- | --- | --- | --- |
| 1      | Rangers             | 38  | 27 | 6  | 5  | 96  | 29  | 67  | 60  |
| 2      | Celtic              | 38  | 24 | 10 | 4  | 101 | 34  | 67  | 58  |
| 3      | Motherwell          | 38  | 24 | 8  | 6  | 102 | 42  | 60  | 56  |
| 4      | Partick Thistle     | 38  | 24 | 5  | 9  | 76  | 43  | 33  | 53  |
| 5      | Hearts              | 38  | 19 | 6  | 13 | 90  | 63  | 27  | 44  |
| 6      | Aberdeen FC         | 38  | 17 | 7  | 14 | 79  | 63  | 16  | 41  |
| 7      | Cowdenbeath FC      | 38  | 17 | 7  | 14 | 58  | 65  | -7  | 41  |
| 8      | Dundee FC           | 38  | 17 | 5  | 16 | 65  | 63  | 2   | 39  |
| 9      | Airdrieonians       | 38  | 17 | 5  | 16 | 59  | 66  | -7  | 39  |
| 10     | Hamilton Academical | 38  | 16 | 5  | 17 | 59  | 57  | 2   | 37  |
| 11     | Kilmarnock FC       | 38  | 15 | 5  | 18 | 59  | 60  | -1  | 35  |
| 12     | Clyde FC            | 38  | 15 | 4  | 19 | 60  | 87  | -27 | 34  |
| 13     | Queen's Park        | 38  | 13 | 7  | 18 | 71  | 72  | -1  | 33  |
| 14     | Falkirk FC          | 38  | 14 | 4  | 20 | 77  | 87  | -10 | 32  |
| 15     | St. Mirren          | 38  | 11 | 8  | 19 | 49  | 72  | -23 | 30  |
| 16     | Morton FC           | 38  | 11 | 7  | 20 | 58  | 83  | -25 | 29  |
| 17     | Leith Athletic      | 38  | 8  | 11 | 19 | 51  | 85  | -34 | 27  |
| 18     | Ayr United          | 38  | 8  | 11 | 19 | 53  | 92  | -39 | 27  |
| 19     | Hibernian           | 38  | 9  | 7  | 22 | 49  | 81  | -32 | 25  |
| 20     | East Fife           | 38  | 8  | 4  | 26 | 45  | 113 | -68 | 20  |

## Scottish League Division 2
| Plaats | Team                 | Wed | W  | G  | V  | DV  | DT  | DS  | Pts |
| ------ | -------------------- | --- | -- | -- | -- | --- | --- | --- | --- |
| 1      | Third Lanark         | 38  | 27 | 7  | 4  | 107 | 42  | 65  | 61  |
| 2      | Dundee United        | 38  | 21 | 8  | 9  | 93  | 54  | 39  | 50  |
| 3      | Dunfermline Athletic | 38  | 20 | 7  | 11 | 83  | 50  | 33  | 47  |
| 4      | Raith Rovers         | 38  | 20 | 6  | 12 | 93  | 72  | 21  | 46  |
| 5      | St. Johnstone        | 38  | 19 | 6  | 13 | 76  | 61  | 15  | 44  |
| 6      | Queen of the South   | 38  | 18 | 6  | 14 | 83  | 66  | 17  | 42  |
| 7      | East Stirling        | 38  | 17 | 7  | 14 | 85  | 74  | 11  | 41  |
| 8      | Montrose             | 38  | 19 | 3  | 16 | 75  | 90  | -15 | 41  |
| 9      | Albion Rovers        | 38  | 14 | 11 | 13 | 83  | 84  | -1  | 39  |
| 10     | Dumbarton            | 38  | 15 | 8  | 15 | 73  | 72  | 1   | 38  |
| 11     | St. Bernard's        | 38  | 14 | 9  | 15 | 85  | 66  | 19  | 37  |
| 12     | Forfar Athletic      | 38  | 15 | 6  | 17 | 80  | 84  | -4  | 36  |
| 13     | Alloa Athletic       | 38  | 15 | 5  | 18 | 65  | 87  | -22 | 35  |
| 14     | King's Park          | 38  | 14 | 6  | 18 | 78  | 70  | 8   | 34  |
| 15     | Arbroath FC          | 38  | 15 | 4  | 19 | 83  | 94  | -11 | 34  |
| 16     | Brechin City         | 38  | 13 | 7  | 18 | 52  | 84  | -32 | 33  |
| 17     | Stenhousemuir FC     | 38  | 12 | 6  | 20 | 75  | 101 | -26 | 30  |
| 18     | Armadale FC          | 38  | 13 | 2  | 23 | 74  | 99  | -25 | 28  |
| 19     | Clydebank FC         | 38  | 10 | 2  | 26 | 61  | 108 | -47 | 22  |
| 20     | Bo'ness FC           | 38  | 9  | 4  | 25 | 54  | 100 | -46 | 22  |

## Scottish Cup
Celtic FC 2-0 Hamilton Academical

## Nationaal elftal
| Datum             | Plaats                      | Tegenstander  | Score | Competitie                | Schotland scorers                       |
| ----------------- | --------------------------- | ------------- | ----- | ------------------------- | --------------------------------------- |
| 25 oktober, 1930  | Ibrox Park, Glasgow         | Wales         | 1-1   | British Home Championship | Bernard Battles                         |
| 21 februari, 1931 | Windsor Park, Belfast       | Noord-Ierland | 0-0   | British Home Championship |                                         |
| 1 april, 1911     | Hampden Park, Glasgow       | Engeland      | 1-0   | British Home Championship | George Stevenson                        |
| 16 mei, 1931      | Hohe Warte Stadium Wenen    | Oostenrijk    | 0-5   | Vriendschappelijk         | -                                       |
| 20 mei, 1931      | Stadio Nazionale PNF Rome   | Italië        | 0-3   | Vriendschappelijk         | -                                       |
| 24 mei, 1931      | Stade des Charmilles Genève | Zwitserland   | 3-2   | Vriendschappelijk         | James Easson, William Boyd, Andrew Love |

- Scores worden eerst voor Schotland weergegeven ongeacht thuis of uit-wedstrijd

Football League: 1890/91 · 1891/92 · 1892/93

First Division: 1893/94 · 1894/95 · 1895/96 · 1896/97 · 1897/98 · 1898/99 · 1899/00 · 1900/01 · 1901/02 · 1902/03 · 1903/04 · 1904/05 · 1905/06 · 1906/07 · 1907/08 · 1908/09 · 1909/10 · 1910/11 · 1911/12 · 1912/13 · 1913/14 · 1914/15 · 1915/16 · 1916/17 · 1917/18 · 1918/19 · 1919/20 · 1920/21 · 1921/22 · 1922/23 · 1923/24 · 1924/25 · 1925/26 · 1926/27 · 1927/28 · 1928/29 · 1929/30 · 1930/31 · 1931/32 · 1932/33 · 1933/34 · 1934/35 · 1935/36 · 1936/37 · 1937/38 · 1938/39 · 1939/40 · 1940/41 · 1941/42 · 1942/43 · 1943/44 · 1944/45 · 1945/46 · 1946/47 · 1947/48 · 1948/49 · 1949/50 · 1950/51 · 1951/52 · 1952/53 · 1953/54 · 1954/55 · 1955/56 · 1956/57 · 1957/58 · 1958/59 · 1959/60 · 1960/61 · 1961/62 · 1962/63 · 1963/64 · 1964/65 · 1965/66 · 1966/67 · 1967/68 · 1968/69 · 1969/70 · 1970/71 · 1971/72 · 1972/731973/74 · 1974/75

Premier Division: 1975/76 · 1976/77 · 1977/78 · 1978/79 · 1979/80 · 1980/81 · 1981/82 · 1982/83 · 1983/84 · 1984/85 · 1985/86 · 1986/87 · 1987/88 · 1988/89 · 1989/90 · 1990/91 · 1991/92 · 1992/93 · 1993/94 · 1994/95 · 1995/96 · 1996/97 · 1997/98

Premier League: 1998/99 · 1999/00 · 2000/01 · 2001/02 · 2002/03 · 2003/04 · 2004/05 · 2005/06 · 2006/07 · 2007/08 · 2008/09 · 2009/10 · 2010/11 · 2011/12 · 2012/13

Premiership: 2013/14 · 2014/15 · 2015/16 · 2016/17 · 2017/18 · 2018/19 · 2019/20 · 2020/21